# دوریس بافت
دوریس النور بافت (Doris Eleanor Buffett) (زادهٔ ۱۲ فوریه ۱۹۲۸ – درگذشته ۴ اوت ۲۰۲۰)، نوع‌دوست آمریکایی، معروف به نوع‌دوست توزیع‌کننده و بنیان‌گذار بنیادهای «یادگیری با اهداء» (The Learning By Giving)، «بانوی آفتاب» (The Sunshine Lady) و «نامه‌ها» (The Letters) بود. دوریس بنیاد نامه‌ها را با مشارکت برادر میلیاردر جوان‌ترش، وارن بافت، تأسیس کرد. او دختر لیلا (استال) و هوارد هومن بافت، کارگزار سهام و سیاستمدار آمریکایی بود. دوریس بافت قصد داشت تا پیش از مرگش، تمام سرمایهٔ خود را وقف کند.

## زندگی و حرفه
دوریس، نوهٔ ارنست بافت، مالک مغازهٔ خواربارفروشی در اوماها، نبراسکا بود. در سال ۱۹۳۱، پدرش هوارد هومن بافت شرکت بافت- فالک و شرکا (شرکت سرمایه‌گذاری مستقر در اوماها) را تأسیس کرد. او بزرگ‌ترین خواهر وارن بافت و مدیرعامل شرکت برکشایر هاتاوی و سومین ثروت‌مند جهان بود. دوریس در کانزاس پرورش یافت و در دوران رکود بزرگ اقتصادی جهان رنج و سختی را تجربه نمود. او به‌عنوان همسری جوان، پیش از آن‌که ارث خود را دریافت کند تا بتواند کارهای نوع‌دوستانه انجام دهد، زندگی ساده و صرفه‌جویانه‌ای داشت. دوریس چهار بار ازدواج کرد و دو دوره با سرطان مبارزه نمود.
با انتشار کتاب «همه‌چیز را بخشیدن: داستان زندگی دوریس بافت» در سال ۲۰۱۰ به قلم مایکل زیتز، دوریس بافت کانون توجه جامعه شد. این کتاب دربارهٔ پیشینه و زندگی دوریس در جایگاه انسانی نوع‌دوست است. او این کتاب را به اصرار برادرش وارن بافت و بونو، خوانندهٔ اصلی گروه U2 منتشر کرد. بافت ۱۰۰ میلیون دلار از پولش را عمدتاً به افراد نیازمند اهدا کرد و برای آن‌که بتواند بهتر به آن‌ها کمک کند، در اغلب مواقع خودش با نیازمندان تماس می‌گرفت و نامه‌نگاری می‌کرد.
او از طریق مؤسسهٔ «بانوی آفتاب» به هزاران کودک برای تحصیل یا شرکت در اردو کمک کرد و حامی زنان جوان در افغانستان بود و از برنامه‌های آموزشی زندان و دیگر فعالیت‌های نوع‌دوستانه پشتیبانی می‌کرد. هدف دوریس این بود که تمام دارایی خود را ببخشد، هرچند علی‌رغم سخاوت‌مندی‌اش و بحران اقتصادی ۲۰۰۸–۲۰۰۷، میزان قابل توجه‌ای از دارایی‌های او باقی ماند.
دوریس با مشارکت برادرش، وارن بافت، بنیاد «نامه‌ها» را تأسیس کرد. هدف از تأسیس این بنیاد کمک به افرادِ گرفتار در بحران‌های بود که خود هیچ تقصیری در آن نداشتند. دوریس به این اصل نوع‌دوستی باور داشت که باید خیرخواه دیگران باشد نه این‌که فقط به آن‌ها صدقه دهد. وارن بافت به‌شماری از پروژه‌های اولیهٔ بنیاد کمک مالی کرد، اما بعدها دوریس از سهامش در شرکت برکشایر هاتاوی برای تأمین بودجه استفاده می‌کرد. دوریس برخلاف برادرش که کمک‌های مالی کلان می‌کرد، باور داشت که بهتر است به افرادی که مشکلات مالی دارند، کمک‌های کوچک و مستقیم شود، از این‌رو به نوع‌دوست «توزیع‌کننده» معروف بود. وارن بافت در مصاحبه‌ای با روزنامهٔ وال استریت بیان داشت که «دوریس نسبت به من روحیهٔ بشردوستانه‌تری دارد. او با قربانیان هم‌ذات‌پنداری می‌کند. من نه به‌صورت رودررو، بلکه به‌طورکلی کمک مالیِ صِرف می‌کنم، اما دوریس واقعاً می‌خواهد به داستان زندگی آن‌ها گوش دهد».
دوریس بافت همچنین بنیاد «یادگیری با اهداء» را تأسیس کرد که پژوهش‌های بشردوستانهٔ تجربی را در دانشکده‌ها و دانشگاه‌های سراسر ایالات متحده ترویج می‌کند. در پایان سمستر به دانشجویان پول درخوری داده می‌شود تا به سازمان‌های خیریه در جامعهٔ خود کمک کنند. دوریس گفته بود، هدفش آن است تا حس اشتیاق و انگیزه برای کمک به دیگران، حس نیاز برای انجام کاری، حس فعال بودن و تلاش برای عدالت اجتماعی را در دانشجویان به وجود آورد. دوریس معتقد بود این برنامه نه‌تنها پس از مرگ او ادامه خواهد داشت، بلکه با ایجاد اثری فزون‌گر، الهام‌بخش نسل‌های آینده نیز خواهد بود.
دوریس خانه‌اش را در فردریکسبورگ، ویرجینیا ساخت. در سال ۲۰۱۶، او برای نزدیک‌تر بودن به خانواده و همچنین درمان بیماری آلزایمر به بوستون نقل‌مکان کرد.
در دسامبر ۲۰۱۸، دوریس کتاب دومش را با نام «نامه‌های به دوریس: تلاش یک زن برای کمک به کسانی که جایی برای رفتن ندارند»، منتشر نمود.

## وفات
دوریس بافت در ۴ اوت ۲۰۲۰ در ۹۲ سالگی در خانهٔ خود در راکپورت، مِین